# Канара
Кана̀ра (на италиански: Cannara) е малко градче и община в Централна Италия, провинция Перуджа, регион Умбрия. Разположено е на 191 m надморска височина. Населението на общината е 4324 души (към 2010 г.).